# Vladimir Kemenov
Vladimir Kemenov (en russe : Владимир Семёнович Кеменов ; né le 20 mai 1908 (2 juin dans le calendrier grégorien) à Ekaterinoslav, actuellement en Ukraine, anciennement Ekaterinoslav dans l'Empire russe, et mort le 14 juin 1988 à Moscou en URSS est un historien d'art et homme politique soviétique.

## Biographie
Le père de Vladimir Kemenov était machiniste puis maître d'atelier de locomotives à vapeur. Sa mère était enseignante. Vladimir Kemenov étudie à la MGU, l'université de Moscou, à la faculté des lettres (1928-1930), puis il poursuit un troisième cycle à l'académie de l'État d'histoire de l'art (1930-1933),.
Kemenov démontre très tôt qu'il possède des talents d'organisateur qu'il réussit à mettre rapidement en pratique. Après avoir obtenu son diplôme à ma MGU, il donne des conférences à l'Académie russe des arts du théâtre et dans des écoles supérieures de la capitale (1933-1938). Il collabore ensuite avec l'Association des artistes de la Russie révolutionnaire défendant les principes du réalisme. En 1931, il publie un article dans la revue Pour un art prolétarien dans lequel il défend le réalisme socialiste
De 1938 à 1940, il est directeur de la galerie Tretiakov. Il est membre du parti communiste de l'Union Soviétique depuis 1939. De 1940 à 1948, il est président du conseil d'administration du VOKS, organe de la diplomatie culturelle de l'URSS à l'étranger. De 1939 à 1953, il est secrétaire scientifique du prix Staline dont le nom a été modifié en prix d'État de l'URSS.
En mars 1949, il reçoit le diplôme universitaire de candidat en critique d'art. À cette époque, il commence à travailler à l'académie des sciences de l'Union soviétique, où il devient l'un des conseillers les plus proches de la direction de l'Institut d'État d'histoire de l'art, avec l'académicien Igor Grabar. Il est membre effectif de l'académie des Beaux-Arts de l'URSS (1954).
De 1954 à 1956, il est vice-ministre de la culture de l'URSS et, de 1956 à 1958, il est représentant permanent de l'URSS auprès de l'UNESCO. En 1958, il soutient sa thèse de doctorat en histoire de l'art avec comme thème La peinture historique de Vassili Sourikov (publiée ensuite comme monographie en 1963 ; rééditée en 1987). À partir de 1960, il dirige le département d'art contemporain à l'étranger à l'institut d'histoire de l'art.
En 1966, il devient vice-président de l'académie des Beaux-Arts. Il y est resté 22 ans, dirigeant le département étranger de l'académie. Sous sa direction, des liens ont été établis avec de nombreux artistes du monde entier. Dans les archives du fonds V. Kemenov au musée Sourikov est conservée la vaste correspondance de Kemenov depuis la fin des années 1940 jusqu'au début des années 1980, notamment celle entretenue avec Igor Grabar.
Vladimir Kemenov meurt le 14 juin 1988. Il est inhumé à Moscou au cimetière de Kountsevo.

## Activité scientifique et politique
Les principaux travaux de Kemenov sont consacrés à la lutte entre les différents courants dans l'art moderne et l'esthétique, aux problèmes de l'art classique russe et étranger et à l'art soviétique. Comme l'écrit le chercheur moderne Ivan Tcherkassov, pour Kemenov, critique d'art soviétique, la compréhension marxiste de l'histoire et de l'esthétique n'était pas une simple étiquette. Il accepta sincèrement l'idéologie soviétique et travailla dans son sens, et il cherchait parfois des excuses pour les œuvres de Sourikov, qui entraient en conflit avec cette idéologie (l'œuvre religieuse de Sourikov, ou l'image d'Alexandre III dans les travaux de l'artiste). L'amour sincère qu'il avait pour cet artiste et l'admiration pour son talent ne répondaient pas toujours aux normes de la critique d'art soviétique, si bien que certains de ses travaux sur Sourikov n'ont pas été publiés. C'est le cas par exemple du dessin sur le couronnement d'Alexandre III en 1883 intitulé : Tour solennel autour de la cathédrale du Christ-Sauveur de Moscou, pour lequel il a rassemblé toute la documentation nécessaire.
En 1940, il échappé de justesse à une dénonciation par un proche de Staline. Kemenov était non seulement un historien d'art mais aussi un critique d'art. Comme critique, il travaille dans la ligne politique du parti (Parti communiste de l'Union soviétique). La campagne contre le formalisme et le naturalisme en art lancée au début des années 1930 a contribué à ses progrès rapide dans sa carrière. En 1936-1937, les premiers articles de Kemenov dans le journal Pravda ont servi de signal au harcèlement des artistes et des critiques d'art s'écartant de la ligne claire du parti.
Une enquête est menée contre le groupe de critiques littéraires dirigé par Kemenov parmi lesquels Mikhail Lifshitz (en). Une restructuration du département de la culture est imposée au journal Pravda et Georg Lukács, le plus proche collaborateur de Lifshitz, est arrêté, la revue Littérature critique est fermée. Comme l'écrit Sergueï Fofanov dans son essai : « La capacité de Kemenov à réagir attentivement à tout changement dans les cercles du pouvoir et sa capacité à s'adapter aux nouvelles conditions l'ont aidé non seulement à éviter la répression, mais même à renforcer ses positions. Tout au long des années 1940, Kemenov a des contacts permanents avec Andreï Jdanov, Gueorgui Malenkov et Viatcheslav Molotov. Le 21 février 1946, il est invité au Kremlin pour une réunion avec Joseph Staline. Au cours de sa longue vie, il a occupé presque tous les postes clés en URSS qui concernaient les questions de culture, et en même temps il a toujours réussi à rester dans l'ombre ».
En 1989, la veuve de Kemenov a transféré une partie de ses archives au musée-domaine Vassili Sourikov. Un fonds d'archive de 81 unités de stockage a été créé sur cette base en 2011-2012.

## Recueils
- Contre l'art bourgeois et connaissance de l'art (Против буржуазного искусства и искусствознания) I.Grabar et V. Kemenov (Под ред. И. Э. Грабаря и В. С. Кеменова.) Moscou.:Изд-во Академии Наук СССР, 1951;
- Sur la nature objective des lois de l'art réaliste (Об объективном характере законов реалистического искусства.) Moscou : Знание, 1954;
- Contre l'abstraction. Dans le débat sur le réalisme (Против абстракционизма. В спорах о реализме.) Leningrad: Художник РСФСР, 1963.
- Peinture historique de Sourikov «Историческая живопись Сурикова». 1870—1880-е гг., Moscou, 1963;
- Contre l'abstraction («Против абстракционизма. В спорах о реализме».)- Сб. ст., 2 изд., Moscou, 1969;
- Tableaux de Velazquez («Картины Веласкеса»), Moscou, 1969.
- Velazquez dans les musées d'URSS («Веласкес в музеях СССР») (1979)

## Médailles et distinctions
- Prix d'État de l'URSS (1980) (ancien Prix Staline) pour son ouvrage Tableaux de Velazquez et Velazquez dans les musées d'URSS.